# Opius macrocornis
Opius macrocornis är en stekelart som beskrevs av Fischer 1965. Opius macrocornis ingår i släktet Opius och familjen bracksteklar. Inga underarter finns listade i Catalogue of Life.